# جودي لي ميلر
جودي لي ميلر (بالإنجليزية: Jodi Leigh Miller)‏ هي لاعبة كمال أجسام أمريكية، ولدت في 8 نوفمبر 1972 في شيكاغو في الولايات المتحدة.